# Săgeata timpului

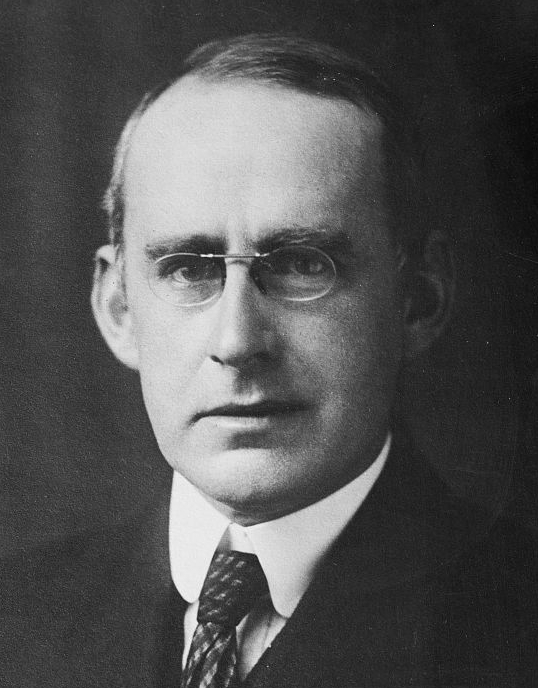
Sir Arthur Stanley Eddington

Săgeata timpului, este conceptul care poziționează ”sensul unic” sau ”asimetria” timpului. A fost creată în 1927 de astrofizicianul britanic Arthur Eddington, și este o problemă nerezolvată în fizica generală. Această direcție, conform lui Eddington, poate fi determinată studiind organizația atomilor, moleculelor, și corpurilor, și ar putea fi desenată pe o hartă relativistă patru-dimensională a lumii (”un bloc solid de hârtie”).
Procesele fizice la nivelul microscopic se cred ar fi ori complet sau în mare parte simetric în timp: dacă direcția timpului este inversată, afirmațiile teoretice care le descriu ar rămâne adevărate. Dar, la nivel macroscopic, se pare adesea că acesta nu este cazul: este o direcție evidentă (sau curgere) a timpului.

## Prezentare generală
Simetria timpului (t-simetrie) poate fi înțeleasă după cum urmează: dacă timpul era să fie perfect simetric, un video cu evenimente reale ar părea realist indiferent dacă este redat înainte sau înapoi. Gravitatea, de exemplu, este o forță reversibilă în timp. O minge care este aruncată în sus, încetinește până la oprire, și cade este un caz unde filmările ar părea în mod egal realiste redate înainte sau înapoi. Sistemul este T-simetric. În orice caz, procesul mingii sărind și eventual oprindu-se nu este reversibil în timp. În timp ce merge înainte, energia cinetică se disipează și entropia crește. Entropia ar putea fi unele din procesele care nu sunt reversibile în timp. Conform noțiunii statistice a măririi entropiei, ”săgeata” timpului este identificată cu o scădere a energiei libere.
În cartea sa The Big Picture, fizicianul Sean M. Carroll a comparat asimetria timpului cu asimetria spațiului: în timp ce legile fizice sunt în general izotrope, lângă Pământ este o distincție evidentă între ”sus” și ”jos”, din cauza proximității corpului acesta mare, care distruge simetria spațiului. Similar, legile fizice sunt în general simetrice la inversarea unei direcții, dar aproape de Big Bang (e.x în primele multe triliarde de ani care au urmat) este o distincție evidentă între „înainte” și „înapoi” în timp, din cauză proximității relative a acestui eveniment special, care distruge simetria timpului. Din acest punct de vedere, toate săgețile timpului sunt rezultatul apropierii noastre relative în timp de Big Bang, și a circumstanțelor speciale care au existat atunci. (Stric vorbind, interacțiile slabe sunt asimetrice atât față de reflexia spațială, cât și față de inversarea direcției timpului. În orice caz, ele se supun unor simetrii mai complicate care le include pe amândouă.)

## Legături externe
- Mihaela Stănescu - Săgeata timpului: de ce ne amintim trecutul, dar nu și viitorul?, Descoperă.ro, 15 mai 2014